# 陈世春
陈世春（1954年—），福建厦门人，汉族，中华人民共和国政治人物，九三学社社员，第十二届全国人民代表大会江西地区代表。
毕业于江西医学院医学专业。2013年，担任全国人大代表。